# Алексеев, Пётр Петрович (химик)
Пётр Петро́вич Алексе́ев (14 [26] апреля 1840, Луга, Санкт-Петербургская губерния, Российская империя — 6 [18] февраля 1891 Киев, Российская империя) — российский доктор химии, ординарный профессор Киевского университета, учредитель Киевского отдела Русского технического общества естествоиспытателей. Действительный статский советник (с 1881 года).

## Биография
Пётр Алексеев родился 14 (26) апреля 1840 года в городе Луга Санкт-Петербургской губернии. Отец его был доктором (умер в мае 1890 года).
Получил образование в новгородской гимназии, а с 1856 года в Санкт-Петербургском университете, где окончил естественное отделение физико-математического факультета в 1860 году.
Во время учёбы в Санкт-Петербургском университете был подвергнут трехдневному аресту за ссору с офицером лейб-гвардии Гатчинского полка прапорщиком Шембелем, произошедшую в Александринском театре.
В 1861 году Алексеев отправился на собственные средства за границу для пополнения своих химических знаний. В 1862 году он возвратился в Петербург и сразу же отправился за границу уже за казённый счет, где и пробыл до 1864 года. За этот период времени — с 1861 по 1864 года — занимался в лабораториях Вюрца в Париже, Эрленмейера в Гейдельберге, Штреккера в Тюбингере, Вёлера в Гёттингене. По возвращении в Петербург Алексеев был недолгое время репетитором по химии, физике и минералогии в Петербургском институте путей сообщения. В 1865 году, защитив магистерскую диссертацию, он поступил доцентом химии в Киевский университет. После защиты докторской диссертации в 1868 году утверждён экстраординарным профессором, а в 1869 году — ординарным профессором университета Святого Владимира в Киеве. Таким образом, большую часть своей жизни — около 26 лет — Алексеев провёл в Киеве.
В октябре 1871 года, через 6 лет по приезде в Киев, он был вынужден отправиться за границу для лечения. В этот период он много болел; провел зиму 1877—1878 годов во Флоренции и Палермо в Италии. В течение своего пребывания в Италии изучил итальянский язык; с удовольствием вспоминал впоследствии о том наслаждении, которое доставило ему чтение среди благоухающей итальянской природы знаменитого романа Мандзони «I promessi Sposi», — первой книги, по которой он выучился итальянскому языку. Но это изучение не было для него праздной забавой: он был затем единственным и неизменным составителем рефератов из Gazeta Chimica Italiano для журнала русского физико-химического общества.
П. П. Алексеев неоднократно направлялся в командировки за границу с научной целью, в продолжение многих лет читал публичные лекции по химии и много сделал для распространения химических знаний в России своими самостоятельными и переводными сочинениями и статьями по органической химии (преимущественно об азотных соединениях), издал хороший «Учебник органической химии».
Кроме этих чисто научных сочинений писал статьи научно-критического характера («О солдатских сухарях», «О кавказских минеральных водах» и пр.) и много работал в области химической библиографии и критики, помещая с 1875 года в «Университетских известиях» и в «Журнале Русского физико-химического общества» обзоры русской химической литературы и заграничных изданий по химии.
П. П. Алексеев был одним из учредителей Русского химического общества (1868).
Пётр Петрович Алексеев скончался в 1891 году в Киеве.

## Научная деятельность
Самостоятельных научных трудов Петра Петровича сравнительно немного и почти все они относятся к обособленной группе органических соединений — классу азосоединений; главным образом этот же отдел химии разрабатывался и его учениками.
Одна из крупнейших заслуг Алексеева — это устройство новой химической лаборатории на химическом факультете Киевского университета. Едва только прибыв в Киев в качестве доцента, Пётр Алексеев начал хлопоты по устройству новой лаборатории. В 1869 году он был командирован за границу для осмотра Берлинской и Лейпцигской лабораторий; в 1873 году новое здание лаборатории было уже окончено. В течение всей своей профессорской деятельности Петр Алексеев не переставал относиться с особенной любовью к созданной им лаборатории; благодаря его стараниям она обогатилась множеством ценных приборов, были увеличены её коллекции, составлена хорошая библиотека. Перед самой смертью П. Алексеева была закончена надстройка третьего этажа, специально предназначенного для отделения органической химии. Смерть застала его за составлением сметы для внутреннего обустройства органического отделения. По удобству и целесообразности внутреннего устройства лаборатория Киевского университета во многом превосходила лаборатории большинства других русских университетов, а сам Пётр Петрович особенно гордился устроенной им комнатой для газового анализа, и никогда не забывал показывать её каждому заезжему химику.
Большая энергия, любовь и преданность делу были отличительными чертами его характера и проявлялись им всегда во всяком деле, за которое он брался. Едва начав свою профессорскую деятельность в 1868 году, он обработал и напечатал свой университетский курс — «Лекции органической химии», который затем под другим названием выдержал ещё три переиздания. Учебник отличался превосходной классификацией, тщательной обработкой фактов, оригинальностью и широтой взглядов на гидратные соединения. Все это обусловило его широкое распространение.
Но забот по устройству лаборатории, чтения лекций в Университете (в 1869—70 годах даже двух курсов — органической и неорганической химии) и высших женских курсах в период их кратковременного существования в Киеве, а также публичных лекций, пользовавшихся популярностью у киевской публики, составления учебников — казалось мало деятельному уму Алексеева: одновременно со всеми этими занятиями он живо заинтересовывается значением свеклосахарного производства для края, и переводит «Сельскохозяйственные промыслы» Отто и дополнение к «Сахарному производству по Вагнеру» и является одним из главных деятелей по учреждению в Киеве отделения Императорского русского технического общества. Он был первым председателем этого общества и редактором первого тома «Записок» по свеклосахарной промышленности, издаваемых этим отделением. Такая кипучая деятельность тем более поразительна, что Петр Петрович далеко не отличался хорошим здоровьем.
К 1870-м годам, периоду наибольшей болезненности П. Алексеева, относится множество его заметок, статей и переводов по различным техническим вопросам. Старался не пропускать ни одной выдающейся выставки ни в России, ни за границей. Полубольной он отправился из Италии на Парижскую выставку 1878 года. Он ценил и понимал все значение промышленных выставок и давал о них обстоятельные отчеты. Так им составлены отчеты о Парижских выставках 1867 и 1878 годов, Венской выставке 1873 года, Московской 1882 года, Петербургской 1870 года и Киевской выставке 1880 года. Это был период наибольшего его увлечения техническими вопросами, в частности свеклосахарной промышленностью. Видимым следствием этого увлечения остался ряд книг и брошюр, приобретенных им для лаборатории, по вопросам сахарной промышленности и акциза. Никогда не охладев к технической химии, Алексеев в последние годы жизни более полно отдавался чистой химии. В течение тех же 1870-х он издает 1-е и 2-е издание своего учебника органической химии и «Элементарный анализ газов» и в то же время начинает вести с 1875 года свои «Критико-библиографические обзоры русской химической литературы», помещавшиеся им одновременно в киевских «Университетских Известиях» и в «Журнале Русского физико-химического общества». С 1876 года он начал реферировать в последнем журнале работы итальянских химиков.
В последние годы своей жизни Петр Алексеев выпустил в свет 3-е издание своей «Органической химии» и напечатал «Анализ газов» и «Методы превращения органических соединений». Последнее сочинение было в то время одним из немногих во всемирной химической литературе, посвященных данной области химических знаний, и определённо единственным в России. «Методы» Алексеева были переведены на французский язык под редакцией профессора Луи Эдуарда Гримо.
Представление о деятельном характере Петра Петровича Алексеева будет неполно, если не упомянуть о его занятиях пчеловодством (им напечатан и ряд заметок по пчеловодству), о его деятельности как гласного городской думы, как одного из инициаторов Киевских народных чтений. Петр Петрович действительно по природе своей был инициатором, и поэтому он стоит или в числе учредителей стольких обществ (кроме названных, ещё Киевского Общества Естествоиспытателей) или в числе их первых членов (Берлинского, Парижского и Русского химических обществ).

## Cемья
Сын Петра Алексеева Павел стал инженером путей сообщения. Его сын, внук Петра Алексеева, Михаил Павлович Алексеев стал известным литературоведом.